# Billboardlistans förstaplaceringar 1981
Detta är en lista över 1981 års förstaplaceringar på Billboard Hot 100. 

## Listhistorik
| Datum        | Låt | Artist                       |
| 3 januari    | "(Just Like) Starting Over" | John Lennon                  |
| 10 januari   | "(Just Like) Starting Over" | John Lennon                  |
| 17 januari   | "(Just Like) Starting Over" | John Lennon                  |
| 24 januari   | "(Just Like) Starting Over" | John Lennon                  |
| 31 januari   | "The Tide Is High" | Blondie                      |
| 7 februari   | "Celebration" | Kool & The Gang              |
| 14 februari  | "Celebration" | Kool & The Gang              |
| 21 februari  | "9 to 5" | Dolly Parton                 |
| 28 februari  | "I Love a Rainy Night" | Eddie Rabbitt                |
| 7 mars       | "I Love a Rainy Night" | Eddie Rabbitt                |
| 14 mars      | "9 to 5" | Dolly Parton                 |
| 21 mars      | "Keep On Loving You" | REO Speedwagon               |
| 28 mars      | "Rapture" | Blondie                      |
| 4 april      | "Rapture" | Blondie                      |
| 11 april     | "Kiss on My List" | Daryl Hall and John Oates    |
| 18 april     | "Kiss on My List" | Daryl Hall and John Oates    |
| 25 april     | "Kiss on My List" | Daryl Hall and John Oates    |
| 2 maj        | "Morning Train (Nine to Five)" | Sheena Easton                |
| 9 maj        | "Morning Train (Nine to Five)" | Sheena Easton                |
| 16 maj       | "Bette Davis Eyes" | Kim Carnes                   |
| 23 maj       | "Bette Davis Eyes" | Kim Carnes                   |
| 30 maj       | "Bette Davis Eyes" | Kim Carnes                   |
| 6 juni       | "Bette Davis Eyes" | Kim Carnes                   |
| 13 juni      | "Bette Davis Eyes" | Kim Carnes                   |
| 20 juni      | "Medley: Intro Venus / Sugar Sugar / No Reply / I'll Be Back / Drive My Car / Do You Want To Know a Secret / We Can Work It Out /I Should Have Known Better / Nowhere Man / You're Going To Lose That Girl / Stars on 45" | Stars on 45                  |
| 27 juni      | "Bette Davis Eyes" | Kim Carnes                   |
| 4 juli       | "Bette Davis Eyes" | Kim Carnes                   |
| 11 juli      | "Bette Davis Eyes" | Kim Carnes                   |
| 18 juli      | "Bette Davis Eyes" | Kim Carnes                   |
| 25 juli      | "The One That You Love" | Air Supply                   |
| 1 augusti    | "Jessie's Girl" | Rick Springfield             |
| 8 augusti    | "Jessie's Girl" | Rick Springfield             |
| 15 augusti   | "Endless Love" | Diana Ross och Lionel Richie |
| 22 augusti   | "Endless Love" | Diana Ross och Lionel Richie |
| 29 augusti   | "Endless Love" | Diana Ross och Lionel Richie |
| 5 september  | "Endless Love" | Diana Ross och Lionel Richie |
| 12 september | "Endless Love" | Diana Ross och Lionel Richie |
| 19 september | "Endless Love" | Diana Ross och Lionel Richie |
| 26 september | "Endless Love" | Diana Ross och Lionel Richie |
| 3 oktober    | "Endless Love" | Diana Ross och Lionel Richie |
| 10 oktober   | "Endless Love" | Diana Ross och Lionel Richie |
| 17 oktober   | "Arthur's Theme (Best That You Can Do)" | Christopher Cross            |
| 24 oktober   | "Arthur's Theme (Best That You Can Do)" | Christopher Cross            |
| 31 oktober   | "Arthur's Theme (Best That You Can Do)" | Christopher Cross            |
| 7 november   | "Private Eyes" | Daryl Hall och John Oates    |
| 14 november  | "Private Eyes" | Daryl Hall och John Oates    |
| 21 november  | "Physical" | Olivia Newton-John           |
| 28 november  | "Physical" | Olivia Newton-John           |
| 5 december   | "Physical" | Olivia Newton-John           |
| 12 december  | "Physical" | Olivia Newton-John           |
| 19 december  | "Physical" | Olivia Newton-John           |
| 26 december  | "Physical" | Olivia Newton-John           |